# محمدمهدی آصفی
محمد مهدی آصفی (زادهٔ ۱۳۱۶ نجف، درگذشته ۱۴ خرداد ۱۳۹۴ قم) روحانی شیعه اهل عراق و نمایندهٔ رهبر ایران در عراق بود.

## زندگی‌نامه
وی در سال ۱۳۱۶ در نجف به‌دنیا آمد. پدر او شیخ علی محمد آصفی بروجردی از علما و فقهای نجف بود. مادر او دختر محمدتقی بروجردی است.

## تحصیلات حوزوی
او از کودکی به دروس حوزوی علاقه زیادی داشت و در اوان نوجوانی وارد حوزه علمیه شد. مباحث ادبیات عرب را از عبدالمنعم فرطوسی آموخت و برای فراگیری منطق به نزد محمدرضا مظفر رفت. وی اصول فقه را در نزد صدرا بادکوبه‌ای، لمعه را در نزد مجتبی لنکرانی، فقه را نزد مجتبی لنکرانی و تفسیر را نزد سرابی فرا گرفت.
وی همچنین در درس خارج فقه و اصول شیخ علیمحمد بروجردی، حسین حلی، سید محسن حکیم، سید روح‌الله خمینی و سید ابوالقاسم خویی؛ شرکت کرد و همگام با دروس حوزوی، درس‌های دانشگاهی را تا مقطع فوق لیسانس در رشته معارف اسلامی دانشگاه بغداد ادامه داد.

## تدریس‌ها
تدریس ادبیات عرب، منطق، اصول الفقه، لمعه، فرائدالاصول، المکاسب و کفایة الاصول؛ نمونه‌هایی از تلاش‌های علمی وی می‌باشند.
وی که در فقه و قرآن صاحب‌نظر می‌باشد، فعلاً به تدریس خارج فقه (تخریج فقهی مسائل بانکداری) و تکمیل کتاب‌های فی رحاب القرآن (که در حکم یک تفسیر موضوعی است در ۱۲ جلد) اشتغال دارد.

## تالیفات
- ملکیة الارض فی الاسلام (مرتضی آل‌یاسین و میرزا هاشم آملی با استناد به این کتاب، به وی اجازه اجتهاد دادند)
- سلسله کتب فی رحاب القرآن
- مباحث جدید قرآنی
- دنیای اسلام و تهاجم فرهنگی غرب

## خدمات فرهنگی، سیاسی و اجتماعی
وی حدود سی سال در کادر رهبری حزب الدعوه عراق بود. او «مؤسسه خیریه امام باقر (ع)» را تأسیس کرده که تقریباً ۶۷۰۰ خانواده پناهنده عراقی و افغانی را در بیش از ۳۳ نقطه از ایران، سرویس‌دهی می‌کند. ایجاد مجتمع‌های مسکونی (حدود ۱۱۰ واحد مسکونی) برای ایتام در قم و ۲۲۰ واحد مسکونی برای کمک‌های مادی و معنوی به مؤمنین در داخل عراق و داخل کشور افغانستان، از دیگر فعالیت‌های او می‌باشد.

## درگذشت
محمد مهدی آصفی در پی بیماری در بیمارستان بستری شد و در صبحدم روز نیمه خرداد ۱۳۹۴ دار فانی را وداع گفت. پس از تشییع جنازه وی در قم، پیکرش به نجف حمل شده و در حرم امام علی مدفون گشت. بسیاری از شخصیت‌های داخلی درگذشت وی را تسلیت گفتند از جمله سید علی خامنه‌ای، رهبر جمهوری اسلامی، که در پیام خود، آصفی را فقیهی نواندیش، متکلمی ماهر و نویسنده‌ای پرکار ذکر نمود.